# Club français du livre
Pour les articles homonymes, voir CFL.
Le Club français du livre (CFL) est un club de livres français fondé en 1946, actif jusqu'à 1980 environ, réputé pour la qualité artistique de ses productions, et devenu une entreprise éditoriale, active jusqu'en 2005.

## Histoire

### Les débuts
Le Club français du livre est fondé sous forme de Sarl le 12 octobre 1946 par un Américain, Stéphane Aubry et un Allemand vivant en France, Paul Stein dit « Jean-Paul Lhopital », dans une chambre de bonne sous les toits du 29 avenue de l'Opéra. Il est opérationnel dès le début 1947 quand apparaissent ses premières publications, vendues sur abonnement suivant une formule déjà un peu rodée en Suisse et France avant 1939 mais développée sur un exemple nord-américain que S. Aubry a connu aux États-Unis pendant la guerre, le book club. Le mariage de la reliure industrielle et de la créativité artistique sera fécond mais le marketing, le publipostage et la publicité directe veillent en coulisses. Signalons deux précurseurs francophones : la « Sélection Sequana », fondée à Paris par René Julliard et Louis Mouilleseaux le 10 janvier 1924, et la Guilde du livre créée à Lausanne par Albert Mermoud le 1er avril 1936.
Autour de Jean-Paul Lhopital, le premier directeur littéraire est, dès 1947, Robert Carlier ; son successeur en 1952 est Claude Grégory. Pierre Faucheux est le premier directeur artistique du CFL, responsable des maquettes. Les graphistes Massin, Jacques Darche et Jacques Daniel lui succèdent à ce poste. Le tirage moyen passe de 2 500 à 8 000 exemplaires en quelques années tandis que le fichier des adhérents est multiplié par 30 entre 1948 et 1957 — en fait il s'agit de prospects. Le CFL publie quatre livres par mois, y compris ses propres rééditions.
Le comité de patronage est composé de Henri Calet, Colette, Francis Carco, Jean Cocteau, Maître Maurice Garçon, mais leur participation réelle dut être faible. Il est difficile d'être précis sur les débuts du Club en l'absence de numérotation chronologique des titres par série et ordre croissant dans les premiers mois mais il semble que le tout premier livre diffusé soit Les Aventures d'Arthur Gordon Pym d'Edgar Poe, achevé d'imprimer le 20 février 1947 dans la collection « Prométhée ». Le nom de cette série a été semble-t-il abandonné rapidement car identique à celui d'une collection de livres d'art[réf. nécessaire].
Sont de la même période initiale et de cette collection Prométhée consacrée à des œuvres classiques :
- Le Prince de Machiavel : achevé d'imprimer le 15 février 1947.
- Candide, L'Ingénu de Voltaire : achevé d'imprimer le 15 février 1947.
- Chronique du règne de Charles IX de Prosper Mérimée : achevé d'imprimer le 6 mars 1947.

De dimension plus réduite qu'ensuite (20,80 cm de hauteur seulement) il s'agit de volumes cartonnés avec dos entoilé et plats muets. La conception artistique reste sommaire mais le C caractéristique du CLF apparait déjà. Le grand titre et la couverture ont été étudiés par EMK (atelier ou personnage inconnu, peut-être allemand) tandis que le tirage n'est pas justifié. Puis, la réalisation matérielle évolue mais, surtout, l'aspect artistique des volumes s'améliore très vite grâce à l'apport de Faucheux.
Premiers (ou suivant si le no 1 est non identifié) titres des collections nées en 1947 ou 1948 :
- Œuvres poétiques de Louise Labbé : achevé d'imprimer en 1947, no 1 commun de la collection Poésie
- Le Neveu de Rameau de Denis Diderot : achevé d'imprimer le 25 avril 1947, no 2 de la collection Classiques
- Le Rêve de Fiodor Dostoïevski : achevé d'imprimer le 26 avril 1947, no 3 de la collection Romans
- Lettres de la Princesse Palatine (Volume I) achevé d'imprimer le 20 septembre 1947, no 1 de la collection Mémoires
- Aphorismes de Georg Lichtenberg : achevé d'imprimer le 5 novembre 1947, no 1 de la collection Essai
- La casa de Bernarda Alba de Federico García Lorca, achevé d'imprimer le 18 novembre 1947, no 1 de la collection Théâtre
- De la Mouche à l'Homme de Jean Rostand : achevé d'imprimer le 31 décembre 1947, no 1 de la collection Sciences
- La Guerre du feu de J.-H. Rosny aîné : achevé d'imprimer le 26 février 1948, no 1 de la collection Aventures et Voyages
- Trois hommes dans un bateau de Jerome K. Jerome, achevé d'imprimer le 15 février 1949, no 1 de la collection Humour

De nombreux titres de 1947-1948 sont imprimés sur des papiers de grande qualité (tirage annoncé : 3 000 exemplaires-adhérent). Les maquettistes de 1947 sont EMK, Pierre Faucheux, Jacques Brailes et Alexandre Chem.
Un peu plus tard, le CFL lance des œuvres complètes : William Shakespeare, Honoré de Balzac, Charles Baudelaire, Marivaux, etc. Ont suivi des œuvres rarement éditées en français, une édition intégrale des aventures de Robinson Crusoé de Daniel Defoe, une reprise de l'édition des Fermiers généraux des Contes de Jean de La Fontaine, Défense et illustration de la langue française de Rivarol, etc. Il y aura même un Club français du disque (de juin 1953 à mai 1968) où Frank Ténot dirige le département jazz tandis que sort une revue de voyages mensuelle intitulée Marco Polo.
Le Club s'installe au 8 rue de la Paix à Paris et il sera une des premières entreprises françaises à informatiser son fichier d'adhérents. Les adhérents du « Club » forment alors une véritable communauté, soudée par la revue, des conférences en province et à Paris. Cette néo-bourgeoisie libérale ou progressiste mêle tradition littéraire et tentations de la consommation élitiste mais garde des ambitions intellectuelles. Pour elle, le CFL lance Diagrammes, revue scientifique.

### Les grandes années: 1948-1962
De 1950 à 1962 (environ), la créativité artistique du Club est à son plus haut niveau et les livres qu'il édite sont à chaque fois un objet unique dont la maquette, souvent insolite, est réalisée par un graphiste réputé[réf. nécessaire]. Le Club choisit des imprimeurs connus et principalement le relieur Engel à Malakoff, une entreprise au savoir-faire centenaire dont la technicité des ouvriers relieurs permet des réalisations complexes et soignées.
Les couvertures, les déroulements, les pages de titre, les gardes, les choix typographiques ou la composition sont inventifs et Faucheux s'inspire de Dada et du Surréalisme. De plus les dirigeants du Club ne faisant pas toujours primer l'aspect financier sur les choix artistiques quelques coûteuses fantaisies sont ainsi diffusées comme :
- Les Manifestes du surréalisme d'André Breton est vendu avec une loupe incorporée de façon à lire certaines pages imprimées en très petits caractères.
- Le Portrait de Dorian Gray d'Oscar Wilde comporte une série de photos de l'auteur découpées par estampage.

C'est au Club que naît pour une grande part le « maquettisme » moderne et qui fera école si bien que le style artistique propre au CFL est encore reconnaissable 60 ans après. À l'exception des intégrales et de la collection Les Portiques, très classiques dans leur conception, chaque titre se distingue des autres par la maquette et l'adéquation au texte.
À côté des noms de Faucheux, Massin, Daniel, Darche apparaissent sporadiquement comme maquettistes : Roger Adam, Claude Bouin, Bernard Kagane, André Noël. Au début des années 1960 arrive Étienne Delessert. Le CFL ou plutôt ses maquettistes se tiennent souvent à l'écart de l'Alliance graphique internationale, sans doute trop commerciale.
Proche des surréalistes et s'appuyant sur des amitiés progressistes mais aussi le marketing, le Club connaît dès sa création le succès tant par le nombre des adhésions que par la qualité des livres numérotés qu'il édite, privilégiant les textes classiques mais n'hésitant pas à publier de jeunes auteurs : le Club ne se contente plus de classiques mais passe à l'édition de livres d'auteurs comme Marguerite Duras ou Marguerite Yourcenar. Il publie même quelques auteurs originaux comme Michel Butor. La sortie d'Au-dessous du Volcan de Malcolm Lowry en 1950 est particulièrement mal acceptée par les éditeurs installés.
Sa revue Liens, servie aux seuls adhérents, en vient à jouer un rôle littéraire. Le succès de l'entreprise entraîne des rivalités : le Club des libraires de France voit le jour peu après ainsi que le Club du meilleur livre. Avec ses collections générales ou spécialisées et sa revue Liens, le CFL inquiète le monde traditionnel du livre d'alors qui lui manifeste une vive hostilité, tant les éditeurs en place que les libraires en boutique.[réf. nécessaire].
Le succès commercial est rapide et le CFL n'hésite pas à créer un prix littéraire. Le Grand prix international du Club français du livre est ainsi décerné en 1949 à un futur prix Nobel, Elias Canetti pour son unique roman, Die Blendung, traduit en français La Tour de Babel. Une telle attitude pour une aussi jeune maison mais aussi des dépenses qualifiées de somptuaires irritent les éditeurs parisiens.
L'installation du CFL au 6 rue de Lisbonne dans le 8e arrondissement de Paris et surtout au 8 rue de la Paix montre bien la recherche de prestige et aussi la volonté de ne pas être confondu avec les éditeurs traditionnels installés de l'autre côté de la Seine[réf. nécessaire]. C'est l'époque où Robert Carlier envisage de concurrencer la Bibliothèque de la Pléiade de Gallimard en créant une collection rivale. Le CFL obtient ainsi les droits de traduction de Jacques Schiffrin, fondateur de la Pleiade mais la direction recule.
De 1955 à 1957 paraissent les cinq grands volumes reliés de toile grise de « Formes de l'Art », dont le directeur est André Breton qui en rédige lui-même le 1er tome, L'Art magique. Cette publication fait date par l'abondance des photographies couleurs et les choix iconographiques. Elle est suivie de quelques livres d'art plus classiques de format plus réduit mais de présentation graphique analogue. L'accent mis sur les Intégrales permet un apaisement des relations avec le monde de l'édition traditionnelle. Le Club s'entoure de filiales spécialisées comme Les Editions du Cap ou Marco Polo (revue du CFL).
Le Club édite aussi à tirage très limité, à quelques occasions, des ouvrages de grande bibliophilie, des tirages graphiques en portefeuille ou des séries particulières avec emboîtages décorés[réf. nécessaire].

### Le déclin du club
Vers 1960, la créativité artistique se ralentit légèrement et l'apparence de certains des livres édités par le CFL tend à se normaliser notamment par l'emploi de caractères typographiques uniformes pour tous les dos de couverture. Néanmoins pour l'ensemble de la période la jaquette Rhodoïd et l'étiquette de collationnure restent systématiques et les maquettes inventives demeurent nombreuses.
Certaines rééditions entraînent une refonte totale ; ainsi Le Brave Soldat Chveik de Jaroslav Hašek republié en 1963 (?) avec une maquette de Jacques Daniel (couverture blanche et jaune) n'a rien à voir avec celle de 1948 dont la maquette est de Pierre Faucheux (couverture bleue et grise) — de même les Instructions aux domestiques de Jonathan Swift.
L'échec de quelques opérations commerciales au début des années 1960 et le coût non maîtrisé de certains projets, notamment celui de l'intégrale de Blaise Cendrars qui sort en 1968-1971, vont entraîner une crise financière qui culmine en 1967-1968 et qui expliquerait la mutation du CFL.
À partir du milieu des années 1960, la créativité des titres individuels est moindre car les intégrales sont la priorité du Club tandis que le contexte financier pèse. Le renouvellement artistique s'essouffle : la période est dominée par des éditions de très bonne qualité, à la typographie et à la reliure soignée mais dont la maquette tend à se normaliser : emploi de caractères uniques pour les titres, prédominance des vignettes encollées sur le premier plat. Pourtant, quelques éditions maintiennent sporadiquement un souci de qualité artistique et technique mais le maquettiste est inconnu ; ainsi pour le Treblinka de Jean François Steiner paru en 1968, no 51 de la collection « Récits ». Vers la fin de cette période, le nom du maquettiste est souvent absent tandis que les rééditions en fac-similé se multiplient.
Cependant, la créativité éditoriale et artistique du CFL décline ; il abandonne avec le temps ses spécificités en lançant l’Encyclopædia Universalis, dont la maquette est de Pierre Faucheux, le 18 octobre 1967, en partenariat à 50 % avec Encyclopædia Britannica, puis, en s'associant à Robert Laffont en janvier 1969 pour lancer Le Grand Livre du mois.
Parallèlement le CFL édite des fac-similés de manuscrits anciens en emboitage, tirés à un petit nombre d'exemplaires. Cette activité perdure jusqu'au début des années 1980.

### À partir des années 1970
À compter de 1970 environ, on ne distingue plus guère les éditions du Club d'autres éditeurs ; dernière étape, les parutions du CLF se fondent dans celles que débite Le Grand Livre du mois (LGLDM) : les impératifs financiers ont vaincu. En mars 1977, LGLDM s'associe à Albin Michel.
À la fin des années 1970, la société est l'objet d'un des premiers achats à effet de levier français. Dans les années 1980, le « Club » n'est plus qu'une fiction commerciale et juridique. En 1989, Le Grand Livre du mois est transformé en holding (33 % R. Laffont, 33 % Club français du livre, 23 % Albin Michel et 11 % public).
Dans les années 2000, « Le Club » du Grand Livre du mois est le lointain successeur du CFL. Cependant Encyclopaedia Universalis a réédité à l'identique certains titres du CFL, sa maison mère, comme l'Almanach de la Révolution française en 1988, qui avait été publié en 1963.
En décembre 2004, la structure juridique dénommée Club français du livre est reprise par Bertelsmann, : depuis quelques année, elle gérait des droits littéraires et effectuait des opérations de mécénat (dans le cadre des réductions de l'impôt sur les sociétés) : achat de livres anciens ou de la paire de globes de l'abbé Nollet, donnés à la Bibliothèque nationale de France.
En juin 2005, Encyclopaedia Britannica reprend les 50 % que possédait le Club français du livre dans Encyclopaedia Universalis, mettant ainsi fin à l'activité de cette marque.

## Concurrents du CFL
L'irruption du CFL sur le marché du livre hexagonal laisse goguenards puis incrédules les éditeurs et libraires. Très vite néanmoins ils mesurent le défi mais leur désunion ralentit la riposte. Dès 1949 une initiative indépendante est, avec Claude Tchou à l'origine du Club du livre du mois, réseau de vente de livres sélectionnés et filiale française de la société belge L’Ambassade du livre.
Mais c'est Robert Carlier, un transfuge donc, qui en 1952, passant à la concurrence, lance le Club du meilleur livre (CML), filiale commune des Éditions Gallimard et de la Librairie Hachette. Le CML édite ainsi plus de cinq cents volumes avec une véritable volonté artistique d'excellence. Massin, lui aussi venu du CFL, en est le directeur artistique.
Le Club des libraires de France est créé en 1953 par d'actifs diffuseurs locaux qui, groupés autour de l'emblématique Pierre Faucheux venant aussi du CFL, lancent une formule concurrente.
De façon anecdotique on verra apparaître des clubs ou cercles consacrés au livre historique, religieux, érotique etc. Le succès durable ne fut pas atteint et les années 1960 marquent la fin d'essais parfois très réussis sur le plan artistique. Vers 1965, le CFL a écrasé ses rivaux.

## Aspects artistiques
Chaque livre était une création de maquettiste et cette volonté de diversité crée paradoxalement l'unité de la collection. Les reliures sont généralement uniques dans leur conception et leur couleur ne correspondait pas, à l'époque, aux codes éditoriaux classiques, encore moins le travail de maquette qui évoque à la fois le futurisme, le constructivisme russe et le Bauhaus.
Une grande variété de maquettes, la combinaison de la typographie expressive avec une reliure industrielle très soignée furent, en Europe, une petite révolution. En effet les volumes de la Guilde, bien qu'antérieurs, avaient une présentation quasi uniforme.L'aspect visuel immédiat d'une bibliothèque était désormais celui de rangées de livres aux vives couleurs.
Il y eut également des éditions de luxe qui étaient tirées à une centaine d'exemplaires, subdivisées en séries tirées sur des papiers de valeur décroissante.

### Illustrations
Beaucoup de livres du CFL sont illustrés notamment ceux de format carré, il s'agit le plus souvent d'œuvres préexistantes d'artistes connus comme :
- Steinlen et Poulbot pour les Chansons de la rue d'Aristide Bruant (1959)
- André Derain pour le Satyricon de Pétrone (traduction de Laurent Tailhade, préface de Jacques de Boisjolin, maquettes de Jacques Daniel, 1959, (c) 1923 by Éditions Fasquelle)
- Peynet pour Les Nouvelles Récréations et joyeux devis de Bonaventure Des Périers (1955)

Il peut s'agir aussi d'une commande spéciale comme José Bartoli, pour Les Voyages de Gulliver, ou Tim qui illustre par 31 dessins peu connus Le Surmâle d'Alfred Jarry en 1963, ouvrage qui donna lieu à deux tirages dont celui de luxe (266 ex.) avec gravures tirées sur cuivre.
Parfois l'auteur et l'illustrateur sont les mêmes : Lewis Carroll pour Alice au pays des merveilles (1948) ou Jean Cocteau pour Les Enfants terribles (1949). Dans d'autres cas les illustrations sont des commandes passées par le Club à des artistes extérieurs, notamment des dessinateurs humoristes, Chaval pour le Dictionnaire des idées reçues de Gustave Flaubert (1958) et encore Chaval avec Mose pour les Instructions aux domestiques (1958). Les gardes des Aventures de Tom Sawyer (1950) sont illustrées de véritables dessins d'enfant. Des artistes « maison » peuvent aussi fournir des dessins comme Jacques Darche pour L'Âne d'or d'Apulée en 1961 ou Jacques Daniel pour Les Trois Mousquetaires en 1960.
Pour les rééditions d'ouvrages anciens, il peut y avoir un mélange d'illustrations d'origines diverses ou achat des droits graphiques pour des dessinateurs décédés comme Jules Pascin.
Enfin quelques ouvrages contiennent un portefeuille où sont insérées des gravures, reproductions, etc., par exemple 52 contes de Philippe Soupault.

### Typographie, reliure, jaquettes, collationnure
L'utilisation à des fins artistiques de la typographie a été une caractéristique essentielle du Club. Pierre Faucheux en fut l'initiateur et son travail dans Les Chants de Maldoror ou Ubu roi est justement célèbre[réf. nécessaire]. Grâce à lui la maîtrise de la typographie passa de l'imprimerie (discussion d'atelier) au maquettiste (artiste choisi par l'éditeur).
L'utilisation fréquente du caractère Futura pour les reliures tendait à donner, à partir du début des années 1950, une unité minimale à la présentation des volumes du Club. Comme l'a écrit Massin :

« Je n’ai jamais été bibliophile, je ne m’intéresse pas du tout à la production de luxe. J’ai toujours été contre les grands livres morts. Avec le Club français du livre, on a voulu introduire dans le livre courant, objet statique, les méthodes dynamiques du cinéma, de sorte qu’en tournant les pages il se passe quelque chose… »

Une des premières innovations de Pierre Faucheux sera de produire des livres dont la reliure est imprimée sur la totalité des plats de couverture. Cette couverture sera composée ouverte ; les deux plats et le dos ne sont souvent qu’une même image qui déborde et s’étend parfois à l’intérieur, sur les pages de garde. Massin, encore, utilise à ce propos l’expression intéressante de « cinétique » des livres du Club.
Ce style CFL fut rapidement imité par les concurrents et les rivaux de celui-ci[réf. nécessaire]. C'est au CFL qu'est née en France la « typographie expressive » aujourd'hui célébrée par les critiques mais concept un peu galvaudé[réf. nécessaire].
Beaucoup de polices ont été utilisées mais le Club se distingue quasiment dès les origines par l'emploi de plus en plus fréquent pour ses titres d'une linéale aux longs montants verticaux (une variante de futura). Cette police qui domine la période 1955-1970 se maintient sporadiquement jusqu'en 1976 au moins. Pour le texte, beaucoup de polices classiques sont utilisées : garamond, plantin, baskerville, avec, parfois, l'utilisation de caractères plus rares.
Aux débuts certains titres sont diffusés à la fois sous carton et sous couverture souple.
Jusqu'au milieu des années 1960, le relieur est toujours Engel, à Malakoff, qui procède à plusieurs passages en presse principale avec des réglages et calibrages très soigneux pour les couleurs, les embossages, les incrustations, etc. L'impression proprement dite fut souvent confiée à des établissements renommés comme Firmin-Didot ou l'Imprimerie Union.
Au départ tous les livres auraient été dotés d'une jaquette papier pourvue d'une illustration spécifique, cette jaquette a le plus souvent disparu. Ainsi pour les Aphorismes de Lichtenberg la jaquette se relie à la couverture au moyen de la signature de l'auteur.
Ensuite les ouvrages du CFL sont livrés avec une jaquette Rhodoïd qui est parfois conservée. Certaines collections (la collection Événement par exemple) conservent une jaquette papier à illustrations photographiques ou dessinées comportant une brève présentation et une biographie de l'auteur.
La plupart des éditions du Club comportaient une étiquette de collationnure en vue du contrôle qualité permettant un échange en cas de malfaçon. Le signet marque-page en textile était de règle. Certains livres furent accompagnés de l'envoi d'un « cadeau » spécifique comme une figurine de Chweik pour la 2e édition du Brave Soldat Chweik ; conforme à la représentation traditionnelle du brave militaire tchèque ce cadeau est devenu rarissime.

## Le CFL et les collectionneurs

### Collections
Le format courant du Club est 21,5 cm de hauteur sur 14 cm, les tout premiers livres étant légèrement plus petits. Dans ce format cartonné où la maquette, la reliure et les couleurs sont volontairement très variables, on distingue les collections ou séries permanentes suivantes :
- Antiquité (une double spirale grecque)[14]
- Art
- Aventures et Voyages (un guerrier)
- Classiques (une plume d'oie qui précède le numéro)
- Essai (un sablier)
- Événement (lettres C et F entrelacées)
- Formes et Reflets
- Humour
- Mémoires (un sceau ?)
- Merveilles (un hippocampe)
- Poésie (une harpe)
- Les Portiques (une voûte stylisée)
- Portraits de l'Histoire
- Privilège
- Récits (le mot, avec la lettre R en gras)
- Romans (un cœur)
- Théâtre
  - Théâtre classique français
  - Théâtre français du XVIIIe siècle
- Visages et Portraits

Si le groupement par genre littéraire est bien réel il n'y a guère d'unité dans la présentation artistique des différents volumes d'une même « collection ». En fait la plus grande liberté est laissée au maquettiste dans la typographie, le dessin et les couleurs de la reliure. Tardivement, on voit apparaître une vignette collée qui évoque le thème du livre ou présente un portrait de l'auteur.
La collection Romans est numériquement la plus fournie : le no 261 est atteint par La Relique d'Eça de Queiros, achevé d'imprimer le 4 avril 1961 pour un tirage adhérents de 7 000. Cette collection se poursuivra jusqu'au numéro 315 (L'Ensorcelée, de Jules Barbey d'Aurevilly, octobre 1968, 5 000 exemplaires), le numéro 314 (L'Astragale d'Albertine Sarrazin) étant toutefois le dernier à présenter la reliure toilée originale caractéristique du CFL. Les titres publiés ultérieurement auront une reliure uniforme à filets dorés et ne porteront plus d'indication de collection ni de numéros.
Quelques collections, comme Portraits de l'Histoire ou Les Portiques, présentent une feuille de style uniforme :
- Portraits de l'Histoire : reliure toile rouille avec des portraits plus clairs dont l'un (le portrait titre) est doré ; une quarantaine de titres sont sortis puis des rééditions sous reliure plastique.
- Les Portiques : après des hésitations au début de la collection, celle-ci adopte une reliure skivertex grenat pour les textes français, verte pour les textes étrangers, bleue pour les textes de l'Antiquité.

La collection Merveilles/CFL a souvent un format cartonné presque carré de 21,5 cm sur 18 cm qui est aussi celui de la collection Antiquité tandis qu'en 1965 sort la collection Privilège : petits volumes (13 x 9) sous reliure souple cuir ou skivertex de couleur vive.
À côté de ces collections pérennes, la collection Événement eut une vie plus brève dans les années 1950 :
- reliure toile grise consacrée à des romans contemporains, notamment américains
- reliure toile bleu clair : romans d'anticipation. Le célèbre Demain les chiens de Clifford D. Simak y est publié en 1952 comme édition originale française avec une traduction de Jean Rosenthal
- reliure toile verte : romans historiques ou récits d'aventures
- reliure toile rouille : biographies de contemporains

On pouvait acheter ces volumes brochés, ce qui irritait les éditeurs traditionnels[réf. nécessaire]. Au début des années 1960, la collection Événement est relancée avec des autobiographies aventureuses, des romans ou études à caractère historique[précision nécessaire].
Enfin, il y eut des collections très brèves ou comportant peu de titres comme Humour ou Visages et Portraits. Par ailleurs étaient commercialisés chaque année un « beau livre » ou un ouvrage analogue comme un coffret contenant 4 œuvres pour la jeunesse en 1963 avec vignettes.

### Les Intégrales
La collection Formes et Reflets, autonome juridiquement[réf. nécessaire], semble avoir été utilisée pour l'édition par souscription de beaucoup de collections des œuvres intégrales d'auteurs réputés.
À l'origine, on trouve dans la collection Les Portiques les œuvres complètes de Stendhal en plusieurs volumes. À peu près en même temps (1949-1950 environ), le CFL édite de nombreux romans de Balzac sous une maquette identique et une reliure toile vieux rose.
Bientôt le club se lancera dans une politique à la fois plus ambitieuse (souscription) mais aussi apaisante vis-à-vis du monde éditorial : la diffusion d'intégrales comme celle de Balzac en 16 volumes, dirigée par Albert Béguin et Jean Ducourneau terminée en 1966, ou la bilingue de Shakespeare en 13 volumes, dirigée par Pierre Leyris et Henri Evans. Pour la collection Théâtre classique français sont publiés Pierre Corneille, Jean Racine et Molière et pour celle Théâtre français du XVIIIe siècle, Beaumarchais et Marivaux.
Il y eut également les Œuvres complètes de Victor Hugo, une édition chronologique publiée sous la direction de Jean Massin, diffusée de 1967 à 1970 en 18 volumes dont 2 de Dessins et lavis. Les Intégrales furent longtemps une facilité éditoriale et financière ; pourtant, la publication des Œuvres complètes de Blaise Cendrars aurait accéléré la crise du CFL.
De façon plus originale, le CFL publia en 1956 le dictionnaire Littré en 4 volumes, en fait une coédition avec d'autres.

### Éditions commémoratives
Pour ses anniversaires décennaux, le CFL diffuse des éditions spéciales :
- 1956 : Les Sonnets de Shakespeare, traduction et présentation de Pierre Jean Jouve, maquette de Jacques Darche Tirage général numéroté pour les adhérents de 4 000 ex. + tirage nominatif de 2 000 ex. avec signature autographe[15] de P. J. Jouve sous double emboîtage.
- 1966 : Illuminations d'Arthur Rimbaud avec 8 reproductions d'aquarelles inédites de Zao Wou-Ki Tirage général adhérents 5 000 ex. avec reliure toile bleu ciel + tirage de luxe ?
- 1976 : Le Désert des Tartares de Dino Buzzati En fait, volume de la collection Les Portiques sans numéro. Tirage adhérents : 5 000 ex.
- 1986 :
- 1996 : Un livre du Cinquantenaire est diffusé auprès des salariés et des retraités du CFL ; ce volume est historique et rétrospectif.

### Catalogue
En l'état, le « registre d'éditeur » susceptible de tenir lieu de catalogue complet serait déposé dans un centre d'archives en province ; il est de fait inaccessible. Un catalogue complet est donc à recréer.
Des listes partielles pour certaines collections se trouvent sur le site Revues littéraires.
Par ailleurs, les multiples rééditions à l'identique ou réimpositions compliquent encore le problème du recensement. On peut estimer qu'en seize ans (1947-1962) le Club français du livre a publié, au rythme de quatre à six par mois, environ 750 à 900 livres différents, dont la majeure partie appartient à la collection Romans.

### Tirage et justification de tirage

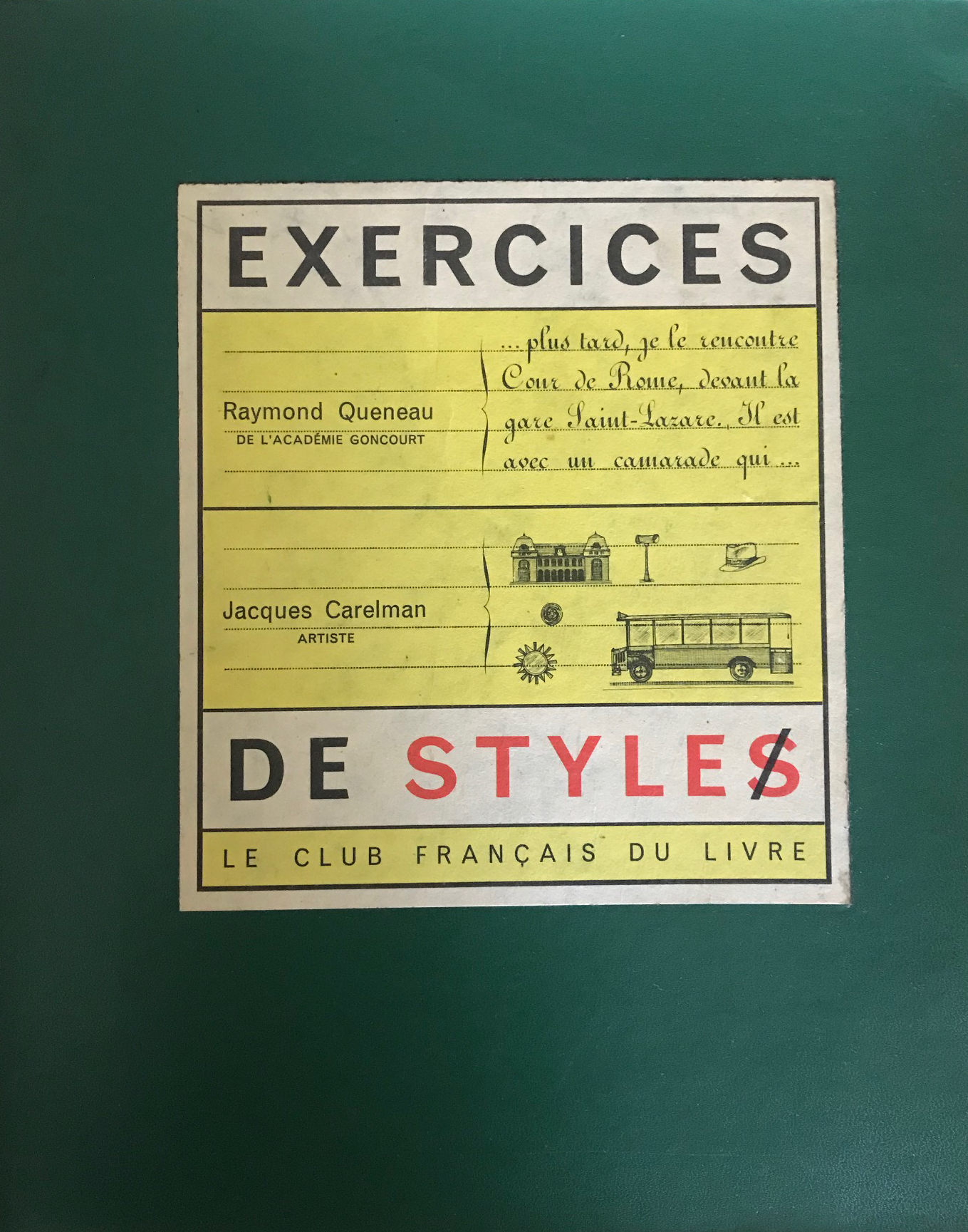
Exercices de style, Raymond Queneau, illustré par Jacques Carelman, 1963.

Essentielle pour le collectionneur, la justification de tirage est placée en fin de volume (sauf pour la série Événement, en tête) et elle comprend toujours, dès avril 1947, les indications canoniques. La répartition invariable est 26 exemplaires, destinés aux fondateurs (A à Z), 100 ex. pour les animateurs (I à C) et … ex. pour les adhérents, numérotés de 1 à…
Au début et jusque vers la fin 1949 (influence de Faucheux ?), la justification a souvent fait l'objet d'une composition artistique type triangle ou adjonction d'une vignette ou police inhabituelle. De façon assez générale, la justification fait référence à une éventuelle première édition et en donne la date ou au moins l'année.
L'indication du maquettiste, des caractères, de l'imprimeur et du relieur subsistent longtemps et le volume est toujours numéroté jusque vers 1968 et même après pour Les Portiques. En cas de coédition, le CFL se voyait attribuer le N° pair et le coéditeur le N° impair ; ainsi pour Exercices de style de Queneau, illustré par Carelman en 1963.
Les tirages adhérents ne dépassent pas 1 500 (réels) à 3 000 (annoncés) exemplaires en 1947-1948 mais atteignent 8 000 à 10 000 dès le milieu des années 1950[réf. nécessaire], bien plus pour certains titres de la collection Les Portiques. Il aurait été tiré 50 000 exemplaires d'Au-dessous du Volcan de Malcolm Lowry en 1950. En 1968, une réédition des tragédies de Sophocle dans Les Portiques est annoncée tirée à 23 000[réf. nécessaire].
Quelques éditions comportent la mention « X… exemplaires non numérotés ». Certaines éditions ont donné lieu à des tirages de luxe (commémoratives, livres d'artistes, etc.) avec ou sans emboîtages, ainsi les Sonnets de Shakespeare.

### Cote et marché
En 2007 encore, les CFL perçus comme de la « petite bibliophilie » ne sont pas isolés à Drouot, sauf cas exceptionnel : dédicace d'auteur, envoi ou tirage à part très limité. Un exemplaire de l'édition de luxe des Illuminations d'Arthur Rimbaud illustré par Zao Wou-Ki a ainsi atteint 8 600 € dans une vente publique en 2006. Un exemplaire en bon état des Exercices de style de Raymond Queneau, illustré par Jacques Carelman (tirage CFL 5 000 ex.) vaut entre 130 et 200 €.
En 2019, Sotheby's a vendu aux enchères à Paris un lot d'environ 475 CFL pour 1 625 € — soit quelque 3,4 € le volume.
Les productions de 1947-48 ayant conservé leur jaquette papier sont très rares ; leur cote est inconnue.[réf. nécessaire] Pour les premières éditions du Club, entre 1947 et 1962 et en très bon état, on note chez les libraires de livres anciens ou les bouquinistes établis des prix variant en 2010 entre 12 et 20 € ; un prix inférieur est souvent une bonne affaire. Pour les formats carrés (collection Merveilles) ou Les Portiques, la cote varie en 2010 entre 15 et 40 €. Des sites comme eBay confirment cette tendance en proposant la majorité des « ventes immédiates » entre 5 et 20 €. En revanche, pour les titres d'auteurs oubliés ou qui n'ont pas percé, la cote ci-dessus apparaît élevée pour le long terme. Il en est de même des rééditions et des tirages de la période du déclin. De même les Intégrales sont assez peu prisées[réf. nécessaire].
Certains livres peuvent atteindre des prix plus élevés, comme ceux concernant la mouvance du surréalisme ou ceux dont la maquette est particulièrement inventive ou originale. Sont également recherchés les titres ayant fait l'objet d'une photo ou d'une citation dans un livre d'art ou un livre technique. Lorsque c'est le cas, il est indispensable que le volume soit accompagné du supplément hors texte original ; exemples :
- Divine Comédie de Dante : un tableau détaché est joint à chacun des trois volumes.
- Chaque volume de la collection Portraits de l'Histoire est accompagné d'une carte volante.
- La Vie de Jésus d'Ernest Renan : une gravure volante et dépliante du Bois Protat.

Les tirés à part de certaines éditions peuvent être plus recherchés, ainsi le Cantique des cantiques.
Actuellement, beaucoup de marchands professionnels de Paris ont un rayon spécial et/ou une galerie ou liste internet dédiés au Club français du livre et/ou aux autres clubs de livre.

## Expositions
Du 28 au 30 octobre 2011 à l’École des beaux-arts de Toulouse a lieu l'exposition Culture Clubs. Les livres du CFL y tiennent la première place et, dans le même cadre, une journée d'études sur Pierre Faucheux se déroule le 27 octobre 2011.

#### Images
- Exemples de couvertures du CFL sur Google images

#### Vidéo et blogs
- Conférence d'Alban Cerisier au Centre Pompidou
- Le CFL sur designers-books.com
- Éditions parallèles, reportage sur les clubs de livre sur boutique.ina.fr avec une interview du fondateur J.-P. Lhopital (archives de l'INA)